# Christabel Marshall

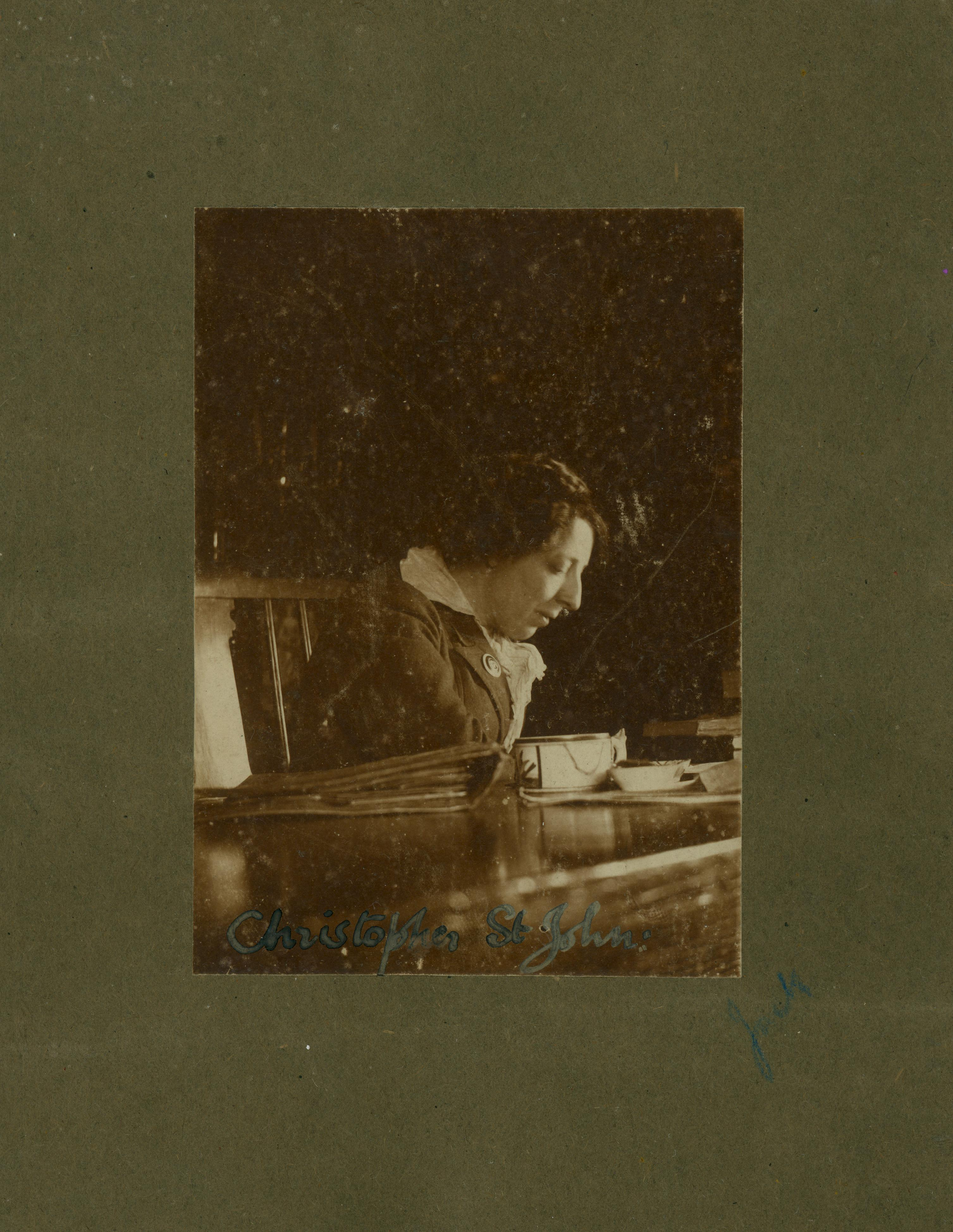
Christopher St John (Christabel Marshall), unbekanntes Jahr

Christabel Gertrude Marshall, angenommener Name Christopher Marie St John (* 24. Oktober 1871 in Exeter, Devon; † 20. Oktober 1960 in Tenterden, Kent), war eine englisch-britische Suffragette, Dramatikerin und Autorin. Marshall lebte von 1916 bis zu Craigs Tod im Jahr 1947 in einer Dreierbeziehung mit der Künstlerin Clare Atwood und der Schauspielerin, Theaterregisseurin, Produzentin und Kostümbildnerin Edith Craig.

## Leben
Marshall war das jüngste von neun Kindern von Emma Marshall, geborene Martin (1828–1899), einer Schriftstellerin, und Hugh Graham Marshall (ca. 1825–1899), einem Manager der West of England Bank. Sie änderte ihren Namen nach ihrer Konversion zum Katholizismus im Erwachsenenalter. Nach ihrem Bachelor-Abschluss in Moderner Geschichte am Somerville College, Oxford, wurde Marshall Sekretärin von Mary Augusta Ward, Jennie Churchill und gelegentlich von deren Sohn Winston Churchill.
Um ihr Ziel, Dramatikerin zu werden, zu verfolgen, ging Marshall für drei Jahre auf die Bühne, um Schauspiel zu lernen, und arbeitete gelegentlich als Sekretärin für Ellen Terry. Sie lebte mit Terrys Tochter Edith Craig von 1899 bis zu Craigs Tod 1947 zusammen. Sie wohnten gemeinsam in London, in Westminster und dann in Covent Garden, sowie im Priest's House, Tenterden, Kent. Ihre Beziehung wurde vorübergehend belastet, als Craig 1903 einen Heiratsantrag des Komponisten Martin Shaw annahm und Marshall einen Selbstmordversuch unternahm. 1916 schloss sich Marshall und Craig die Künstlerin Clare Atwood an, und sie lebten in einer Ménage-à-trois bis zu Craigs Tod.
1900 veröffentlichte Marshall ihren ersten Roman The Crimson Weed („Karmesinrotes Kraut“), dessen Titel auf das traditionelle Symbol der roten Rose anspielt. Als Feministin trat sie 1909 der Women’s Social and Political Union (WSPU) bei, nachdem sie zuvor für die Women Writers’ Suffrage League und die Actresses’ Franchise League gearbeitet hatte.
1909 adaptierte Marshall Cicely Hamiltons Kurzgeschichte How The Vote Was Won zu einem Theaterstück, das bei Frauenwahlrechtsgruppen im gesamten Vereinigten Königreich beliebt wurde. Ebenfalls 1909 nahm Marshall an einer WSPU-Delegation zum Unterhaus teil und schrieb einen Artikel Why I Went on the Deputation für die Zeitschrift Votes for Women im Juli 1909. Im November 1909 trat Marshall als „Soldatin Hannah Snell“ in Cicely Hamiltons Pageant of Great Women auf, inszeniert von Edith Craig. Zusammen mit Hamilton schrieb sie auch The Pot and the Kettle (1909) und mit Charles Thursby The Coronation (1912). Im Mai 1911 war ihr Stück The First Actress eines der drei Stücke in der ersten Produktion von Craigs Theatergesellschaft, den Pioneer Players. Marshalls Stücke Macrena und On the East Side wurden von den Pioneer Players aufgeführt, ebenso wie ihre Übersetzung (mit Marie Potapenko) von „Die Kulissen der Seele“ von Nikolaj Evreinoff.
Marshall konvertierte 1912 zum Katholizismus und nahm den Namen St John an. Sie, Edith Craig und Clare Atwood waren mit vielen Künstlern und Schriftstellern befreundet, darunter die lesbische Schriftstellerin Radclyffe Hall, die in der Nähe in Rye lebte. Als „Christopher St John“ veröffentlichte sie 1915 ihren autobiografischen Roman Hungerheart, den sie 1899 begonnen hatte und der auf ihrer Beziehung zu Edith Craig und ihrem eigenen Engagement in der Frauenwahlrechtsbewegung basierte. Marshall wurde von Ellen Terry beauftragt, bei verschiedenen Publikationen zu helfen. Nach Terrys Tod 1928 veröffentlichte Marshall die Shaw-Terry Correspondence (1931) und Terrys Four Lectures on Shakespeare (1932). Marshall und Craig überarbeiteten und bearbeiteten Terrys Memoirs (1933). Nach Edith Craigs Tod 1947 halfen Marshall und Atwood, das Ellen Terry Memorial Museum in Betrieb zu halten. Einige von Marshalls Papieren sind im National Trust’s Ellen Terry and Edith Craig Archive erhalten.
Marshall starb 1960 in Tenterden an einer Lungenentzündung im Zusammenhang mit einer Herzkrankheit. Marshall und Atwood sind nebeneinander in der St John the Baptist’s Church, Small Hythe, begraben. Craigs Asche sollte ebenfalls dort beigesetzt werden, ging jedoch zum Zeitpunkt von Marshalls und Atwoods Tod verloren, und stattdessen wurde ein Gedenkstein auf dem Friedhof errichtet.